# هوارد كولينز
هوارد كولينز (بالإنجليزية: Howard Collins)‏ هو لاعب كاراتيه بريطاني، ولد في 1949 في ماونتن آش ‏ في المملكة المتحدة.